# Modestas Vorobjovas
Modestas Vorobjovas (30 de diciembre de 1995) es un futbolista lituano que juega en la demarcación de centrocampista para el Istanbulspor de la TFF Primera División.

## Selección nacional
Tras jugar con la selección de fútbol sub-19 de Lituania, finalmente debutó con la selección absoluta el 24 de marzo de 2018. Lo hizo en un partido amistoso contra Georgia que finalizó con un resultado de 4-0 a favor del combinado georgiano tras los goles de Giorgi Papunashvili, Giorgi Kvilitaia, Vako Qazaishvili y de Giorgi Chakvetadze.

## Clubes
| Club                   | País     | Año       | Partidos | Goles |
| ---------------------- | -------- | --------- | -------- | ----- |
| FK Šiauliai            | Lituania | 2013-2015 | 64       | 0     |
| FK Trakai              | Lituania | 2016-2018 | 97       | 4     |
| FK Žalgiris            | Lituania | 2019-2020 | 55       | 1     |
| FC UTA Arad            | Rumania  | 2021-2022 | 55       | 3     |
| AFC Chindia Târgoviște | Rumania  | 2022-2023 | 35       | 1     |
| Istanbulspor           | Turquía  | 2023-     | 62       | 2     |

## Palmarés

### Títulos nacionales
| Título                | Club        | País     | Año  |
| --------------------- | ----------- | -------- | ---- |
| Supercopa de Lituania | FK Žalgiris | Lituania | 2020 |
| A Lyga                | FK Žalgiris | Lituania | 2020 |